# Меркава 4
„Меркава“ (на иврит „колесница“) са серия израелски бойни танкове. При разработването на танковете основна грижа е сигурността на екипажа.
Има няколко модификации. Последната е „Меркава-4“, която е по-голяма от своите предшественици и се отличава от тях по форма. Основан е на същите принципи: защита и оцеляване на екипажа, използва се специална система за защита на екипажа, двигателят е в предната част на танка, снарядите се съхраняват в защитени сандъци, има автоматична противопожарна система, система за лична и системна химична защита и т.н.
Балистичната защита вклюва и защита от попадения от въздуха. Системата за контрол, поддържащата огневата мощ на танка, напомня кабина на боен вертолет и работи с помощта на множество индикатори и усъвършенствани операционни системи, които позволяват ефективното водене на бойни действия. Двигателят се контролира от компютър. Скоростната кутия е петстепенна, автоматична. За подобряване на задния ход е монтирана задна камера.
По време на израелската офанзива в Ливан от 2006 г. 50 танка тип Меркава са ударени от вражеско противотанково оръжие. В 44% от случаите се стига до пробив в бронята на танковете, при което загиват 23 души от екипажа на танковете, а повече от 100 души са ранени. Според анализи на израелския генерален щаб причината за тези неблагополучия са следните:
1. Иран е доставил на Хизбула руски противотанкови системи 9К115-2 Метис М
2. Неопитност и недостаъчно обучение на екипажите на танковете „Меркава“
3. Съкращенията във военния бюджет (напр. поради икономии танковете не са били снабдени с димни гранати).